# Рабочий посёлок Шиморское
Рабочий посёлок Шиморское — административно-территориальная единица в составе городского округа город Выкса Нижегородской области России).
Административный центр — пгт Шиморское.

## Населенные пункты
Включает 8 населенных пунктов.
| № | Населённый пункт | Тип населённого пункта                  | Население |
| - | ---------------- | --------------------------------------- | --------- |
| 1 | Бакин            | посёлок                                 | ↘4        |
| 2 | Внутренний       | посёлок                                 | ↘12       |
| 3 | Нижняя Верея     | село                                    | ↘792      |
| 4 | Озёрный          | посёлок                                 | ↘9        |
| 5 | Пристанское      | посёлок                                 | ↘6        |
| 6 | Стрелка          | посёлок                                 | ↘8        |
| 7 | Тамболес         | деревня                                 | ↗373      |
| 8 | Шиморское        | рабочий посёлок, административный центр | ↘3876     |